# Psyche rassei
Psyche rassei is een vlinder uit de familie zakjesdragers (Psychidae). De wetenschappelijke naam van deze soort is voor het eerst geldig gepubliceerd in 1975 door Sieder.
De soort komt voor in Europa.